# 定規

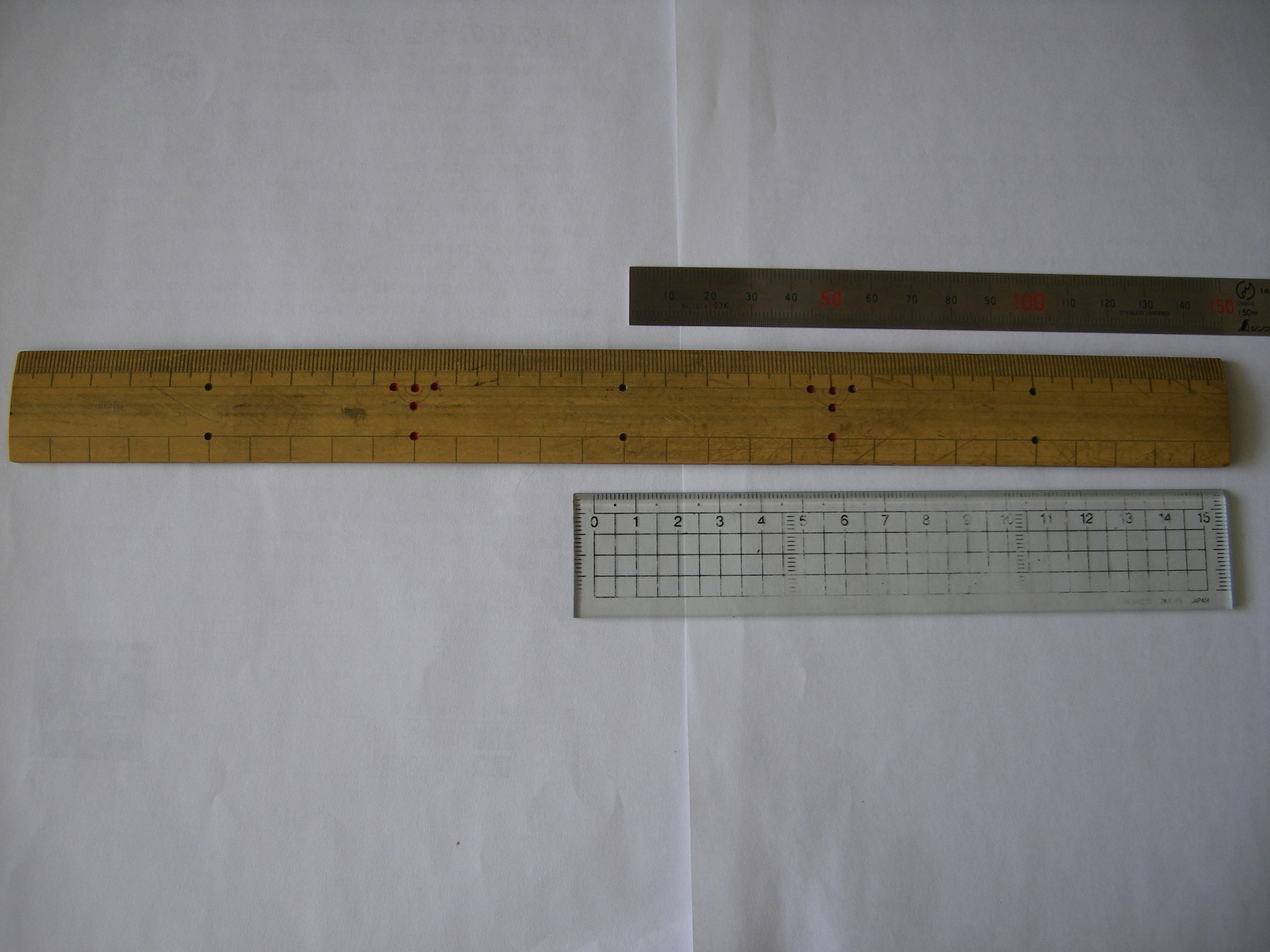
さまざまな素材の定規

定規（じょうぎ、定木）は、直線や曲線、角を引くために用いる文房具。物を切断する時にあてがって用いることもある。素材は主に合成樹脂、アルミニウムやステンレスなどの金属、竹など伸縮や狂いの少ない素材が用いられる。

## 定規と物差し（スケール）
定規と物差し（ものさし、スケール）は混同されがちであるが、両者はその機能によって呼び分けられる。
定規は直線や曲線、角の描画に用いる器具である。数学で定規という場合、それは「平面上の任意の2点間を通る直線を引くことができる」というただ一つの機能を持つ道具を指す。他の用途、例えば長さや角度を測ることなどには使えない。定規とコンパスを使用した作図は、ギリシャ時代から盛んに行われてきた（定規とコンパスによる作図）。
これに対し、物差し（スケール）は線分の長短を差し測る器具である。物差し（スケール）は測定器具であるから線引きには使用しない。物差し（スケール）には材質によって竹製やプラスチック製、スチール製などがある。また、物差しには、形状によって、直尺、巻尺、折尺がある。
定規は線を引きやすいよう、面取り・インクエッジなどを施している物が多い。

## 規格

### 日本工業規格
定規について以下の日本工業規格（JIS）が存在する。
JIS B 7514 直定規
鋼製直定規についての規格。
JIS B 7526 直角定規
鋼製直角定規、つまり曲尺についての規格。
JIS S 6032 プラスチック製定規
プラスチック製の三角定規（60°・30°三角定規および45°・90°三角定規の2種類）および直線定規についての規格。それぞれの目盛りについての規格を含むが、「プラスチック製定規の性能」としては規定されていない。
尺について以下のJIS規格が存在する。
JIS B 7516 金属製直尺
JIS B 7534 金属製角度直尺
計量器の機能である「目盛り」について、性能として規定されている。

## 種類

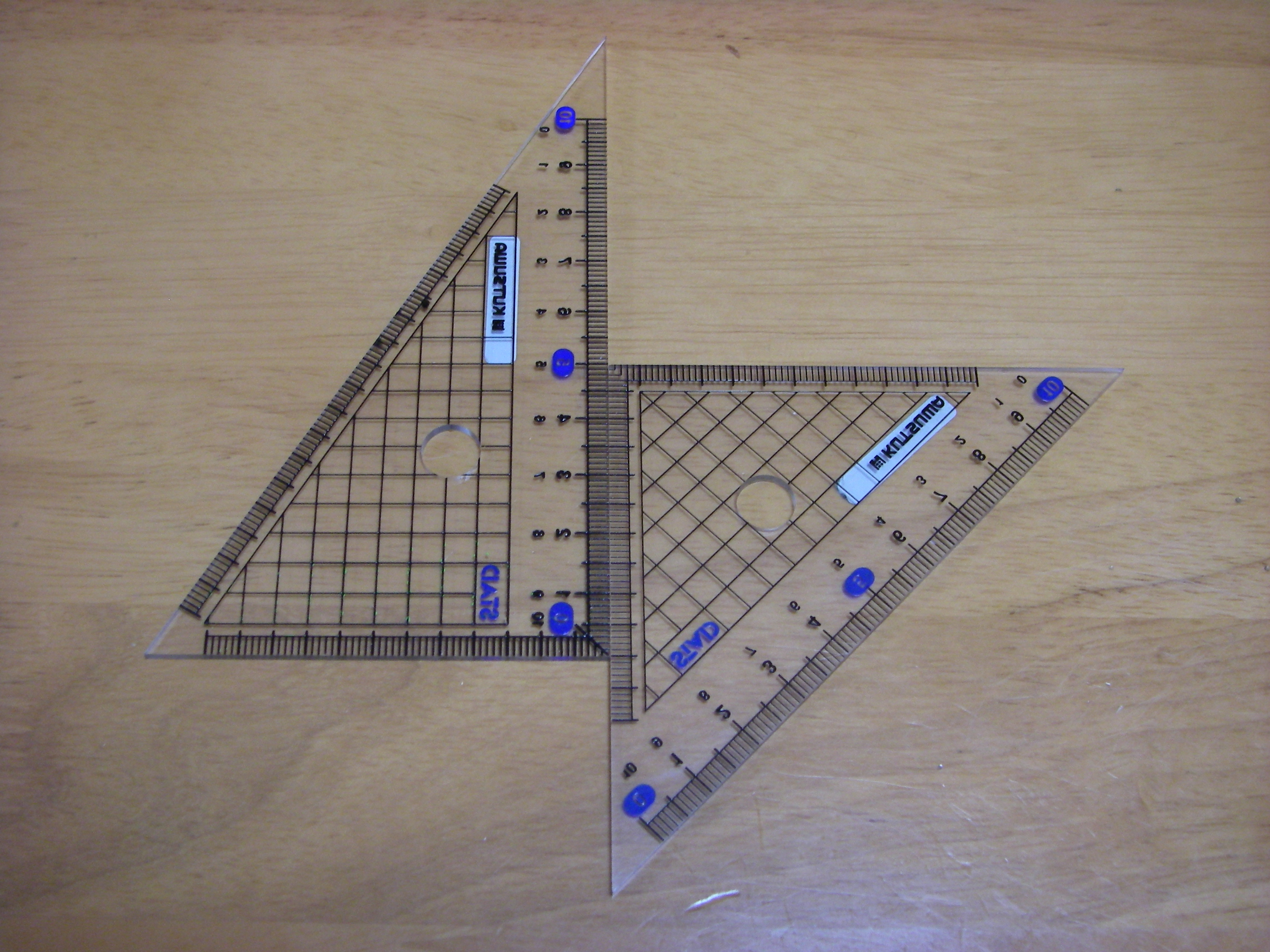
三角定規

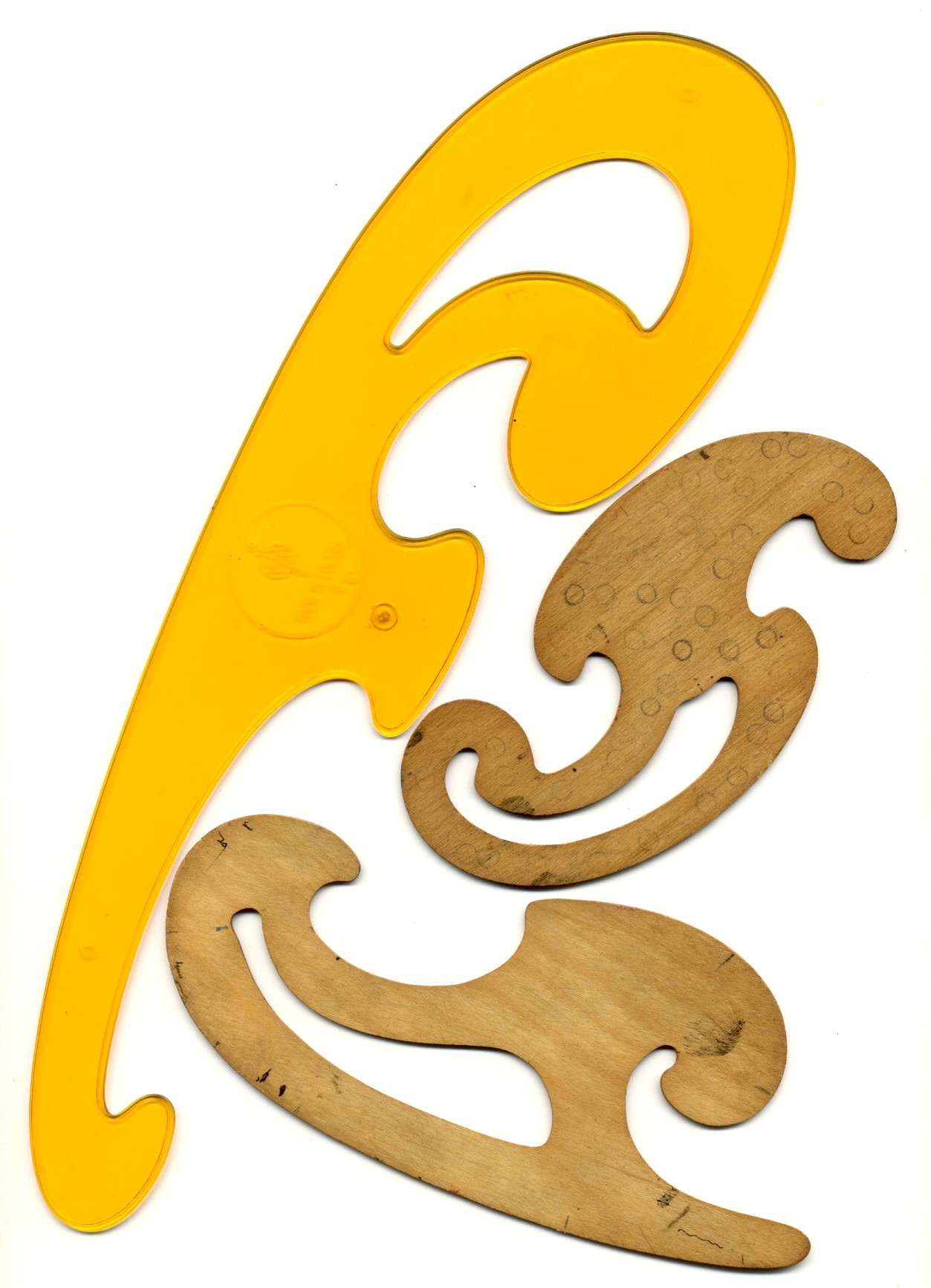
雲形定規

- 直線定規
- 方眼定規
- 三角定規
- 勾配定規[4]
- 角定規
- 縮尺定規
- 三角スケール
- T定規
- 点線定規
- 波線定規
- 放物線定規
- 双曲線定規
- 長方形定規
- 円定規
- 極小円定規
- コンパス円定規
- 円周定規
- 楕円定規
- 雲形定規
- 地図定規
- 平行定規
- たわみ定規
- カードサイズ定規
- 自在定規
- カット定規
- ボルトナット定規
- 仕上記号定規
- 特殊記号定規
- 英字数字定規
- 数字定規
- ひらがな文字定規
- 仮説定規
- 鉄筋鉄骨構造定規
- 化学定規
- 物流定規
- 人型定規
- 電気記号定規
- 電気配線定規
- シーケンス定規
- 衛生設備定規
- 論理設計定規
- 論理回路定規
- 能率定規
- EDP定規
- OCR定規
- コンピュータ定規
- マイコン設計定規
- 室内レイアウト定規
- フローチャート・ロジック定規
- デジタル・アナログ定規
- 分度器

## 直線定規
直線定規は直線を引くための定規である。
伝統的な竹ものさしなどには線引き溝と呼ばれる溝が彫られているものが存在する。この溝は製図などで直線を引く際に用いられる。ペンや筆など筆記具を定規に直接当てて線を引くと、定規と紙の間にインキが滲むことがある。それを防ぐため、筆記具と一緒にスライダー（溝引き棒）と呼ばれるガラスや金属製の棒を握り、この棒を溝に当てて筆記具と一緒に滑らせると、筆記具を定規に触れさせずに綺麗に直線を引くことができる。
積雪を観測するため、直線定規を使用し、観測数値を記録することがある。

## その他
- 卓上で定規を飛ばして遊ぶ定規バトルという遊びが存在する[6]。
- ニコニコ動画ではモノサシストと呼ばれる人が物差しを使って演奏する動画が存在する。机のふちに物差しを片手で押さえ、もう片方の手で弾くことによって音を出す[7]。

## 主なメーカー
コクヨ・ソニック・クツワ・ミドリ・レイメイ藤井・ウチダ・シンワ測定・新潟精機など、様々な大手文具・製図機器メーカーも製造販売している。ここでは、定規を主に製造しているメーカーのみ記す。
- 共栄プラスチック(ORIONS)
- 西敬(イカリボシ)
- タピロ(TAPiRO)[8] - スリットルーラー 他
- 井上製作所[9] - カレンダースケール 他
- マル文[10] - 志村式オリジナルルーラー 他
- UHOLABO[11] - ベスト定規 他
- 岡根製作所[12] - 竹ものさし
- 吉田製作所 - 竹ものさし

製図用・その他
- TTC株式会社 コンサイス事業本部[13]
- バンコ[14]
- コバック[15]
- 三和製作所[16] - スクラボ